# Kandrše (gmina Zagorje ob Savi)
Kandrše – wieś w Słowenii, w gminie Zagorje ob Savi. W 2018 roku liczyła 171 mieszkańców.